# DNA Motors
Daelim Motor est une entreprise sud-coréenne, dédiée essentiellement à la construction de deux-roues motorisés, comme les motos ou les scooters.

## Historique
Fondée en 1962, la société commence essentiellement comme assembleur de deux-roues, en faible quantité, à partir d'éléments mécaniques obtenus par une collaboration technique avec la compagnie japonaise Honda Motor.
De nos jours, Daelim Motor devient internationale. Elle est désormais capable de produire 300 000 motos annuellement dans son usine située dans le Changwon Industrial Complex.
Bien qu'à la tête des ventes domestiques de deux-roues, ces dernières chutent à la moitié de la capacité de production de 300 000 deux-roues assemblés, pour cause de crise économique. Cela conduit Daelim Motor à s'internationaliser davantage. En l'an 2000, il atteint un niveau d'exportation à hauteur de cent millions de dollars américains.
Le 31 mars 2000, la société rachète Sunglim Machinery Co., Ltd, entreprise spécialisée dans la fabrication d'éléments pour une large variété de véhicules deux- et quatre-roues. Cela leur permet d'étendre leur commerce en tant que fournisseur international — et non plus seulement local — d'éléments mécaniques pour véhicules motorisés, notamment automobiles.

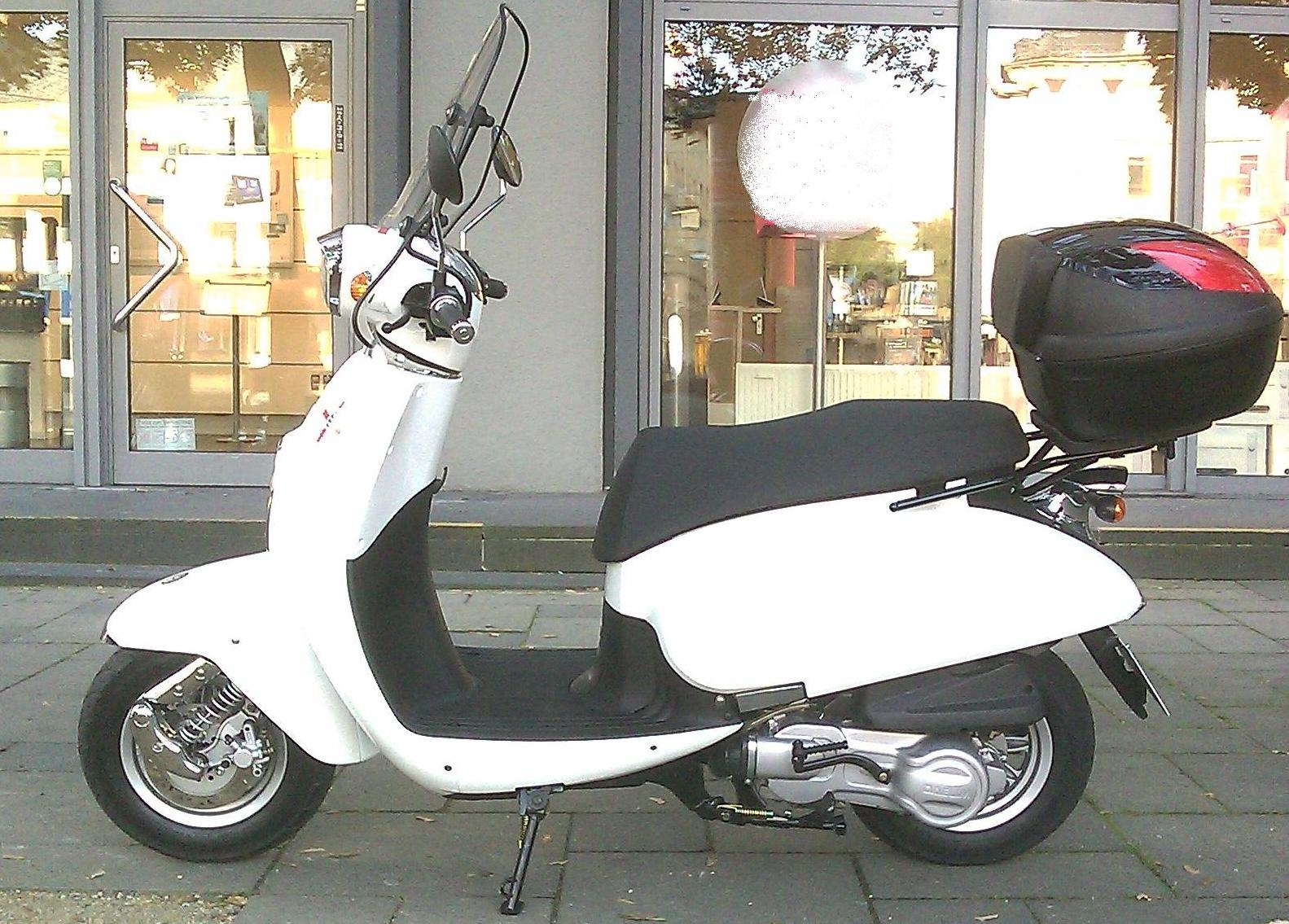
Daelim Besbi (2010).

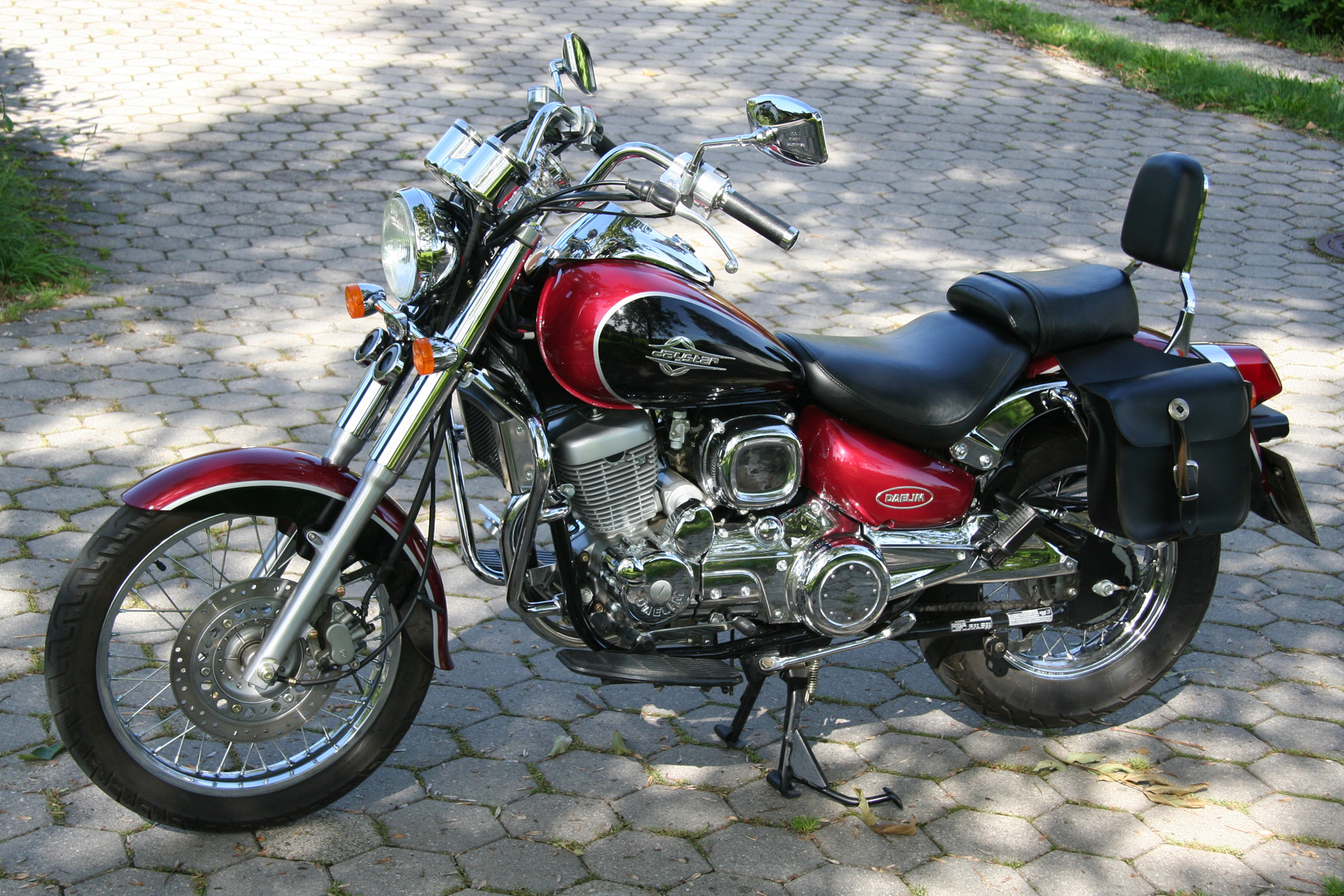
Daelim Daystar.

## Organisation supérieure
Daelim Motor fait partie du Daelim Group, un groupe financier dont la dizaine d'autres entreprises sont spécialisées dans des secteurs divers, pouvant aussi bien être des secteurs industriels — comme de la construction — que du service — comme du tourisme.

## Modèles
Daelim produit plusieurs modèles dont : 
- Motos : 
  - Daystar : 125 cm3 et 250 cm3 ;
  - Roadwin : 125 cm3 ;
  - Roadsport : 125 cm3 et 250 cm3 ;
  - VT et VT Evolution : 125 cm3.
- Scooters : 
  - Besbi ;
  - B-bone ;
  - Delfino ;
  - S1 ;
  - S2 ;
  - S3 : Touring et Sporting ;
  - S4.